# Bania Świrska
Bania Świrska (ukr. Баня-Свірска) – dawna wieś, obecnie w granicach wsi Tekucza na Ukrainie w rejonie kołomyjskim obwodu iwanofrankiwskiego. Stanowi część Tekuczy w widłąch rzek Peczywy i Akry.

## Historia
Bania Świrska to dawniej samodzielna wieś rządowa, która w połowie XIX w. stanowiła odrębną w gminę jednostkową w Bezirk Peczeniżyn Królestwa Galicji i Lodomerii (184 mieszkańców w 1854 roku). Od 1867 w powiecie kołomyjskim. Następnie gminę Bania Świrska zniesiono i włączono do gminy Tekucza jako przysiółek, liczący w 1880 roku 125 mieszkańców w 34 domach. 15 czerwca 1898 weszła w skład nowo utworzonego powiatu peczeniżyńskiego.
W międzywojniu w II RP (vide gmina Berezów Średni). Po II wojnie światowej włączona w struktury ZSRR.